# Giancarlo Cornaggia-Medici
Giancarlo Cornaggia-Medici (Milán, 16 de diciembre de 1904-Milán, 23 de noviembre de 1970) fue un deportista italiano que compitió en esgrima, especialista en la modalidad de espada.
Participó en tres Juegos Olímpicos de Verano entre los años 1928 y 1936, obteniendo en total cinco medallas: oro en Ámsterdam 1928, oro y plata en Los Ángeles 1932 y oro y bronce en Berlín 1936. Ganó cuatro medallas en el Campeonato Mundial de Esgrima entre los años 1930 y 1934.

## Palmarés internacional
| Juegos Olímpicos   | Juegos Olímpicos             | Juegos Olímpicos  | Juegos Olímpicos   |
| Año                | Lugar                        | Medalla           | Prueba             |
| ------------------ | ---------------------------- | ----------------- | ------------------ |
| 1928               | Ámsterdam (Países Bajos)     | Medalla de oro    | Espada por equipos |
| 1932               | Los Ángeles (Estados Unidos) | Medalla de oro    | Espada individual  |
| 1932               | Los Ángeles (Estados Unidos) | Medalla de plata  | Espada por equipos |
| 1936               | Berlín (Alemania)            | Medalla de oro    | Espada por equipos |
| 1936               | Berlín (Alemania)            | Medalla de bronce | Espada individual  |
| Campeonato Mundial |                              |                   |                    |
| Año                | Lugar                        | Medalla           | Prueba             |
| 1930               | Lieja (Bélgica)              | Medalla de plata  | Espada por equipos |
| 1931               | Viena (Austria)              | Medalla de oro    | Espada por equipos |
| 1933               | Budapest (Hungría)           | Medalla de oro    | Espada por equipos |
| 1934               | Varsovia (Polonia)           | Medalla de plata  | Espada por equipos |